# Sei giorni, sette notti
Sei giorni, sette notti (Six Days, Seven Nights) è un film del 1998 diretto da Ivan Reitman, interpretato da Harrison Ford ed Anne Heche.
Le riprese del film si svolsero dal 7 luglio 1997 al 29 ottobre 1997.

## Trama
Robin è una pignola, svitata e stressatissima redattrice di una rivista di New York. Il suo fidanzato Frank Martin le organizza una vacanza di sei giorni e sette notti in un arcipelago tropicale con l'intenzione di chiederle di sposarla.
Qui incontrano Quinn Harris, uno spensierato pilota che vive una vita fin troppo tranquilla con la sua ragazza Angelica, trasportando passeggeri e merci su un vecchio aeroplano. Robin e Frank salgono sull'aereo di Quinn, che li trasporta sull'isola di Makatea, meta della loro vacanza.
Dopo solo un giorno, Robin deve recarsi a Tahiti per un servizio della sua rivista, mentre Frank decide di restare a Makatea. Robin chiede a Quinn di accompagnarla, ma durante il volo sono sorpresi da una burrasca e costretti a un atterraggio di fortuna su un'isola deserta.
Frank viene a sapere che la fidanzata non è mai arrivata a Tahiti e lancia l'allarme. Partecipa con Angelica alle ricerche dei due naufraghi, che si rivelano infruttuose. Arrivata la sera, Angelica, stanca e angosciata, gli chiede se vuole passare la notte con lei per aiutarla a rilassarsi. Frank dapprima declina l'invito; poi non riesce a resistere alle prorompenti grazie della ragazza.
Robin e Quinn intanto, senza radio e viveri, si adoperano per sopravvivere in attesa dei soccorsi. Le iniziali scintille tra i due lasciano il passo a un lento innamoramento. La salvezza sembra materializzarsi in uno yacht che dà fondo all'àncora in un'insenatura dell'isola: quando, però, Robin e Quinn stanno per raggiungerlo, si accorgono che è stato abbordato dai pirati.
Inseguiti dai pirati, che vogliono eliminare due testimoni scomodi, Robin e Quinn s'imbattono in un idrovolante giapponese precipitato durante la seconda guerra mondiale. Quinn recupera i galleggianti e li sostituisce al carrello del suo aereo. Pur ferito dai pirati, riesce a decollare insieme a Robin e a far rotta su Makatea.
Quinn sviene durante il volo e Robin deve improvvisarsi pilota per atterrare nei pressi della spiaggia, proprio mentre si sta celebrando la loro commemorazione funebre. Il giorno dopo Robin va a trovare Quinn in ospedale e gli chiede se quello che hanno provato sull'isola è qualcosa di importante. Quinn annuisce, ma le risponde che non vuole rinunciare alla sua vita tranquilla.
La vacanza di Robin e Frank termina. In aeroporto per il volo di ritorno, Robin rivela a Frank che non può sposarlo perché è innamorata di un altro uomo. Frank confessa a Robin il tradimento con Angelica e concorda con lei che è un segno che non la ama veramente.
Quinn intanto corre all'aeroporto, sperando di convincere Robin a restare. Quando pensa di essere arrivato troppo tardi, si accorge di Robin. Quinn le dice che preferisce una vita complicata con lei e i due vanno a vivere insieme in una casetta sull'isola.

## Distribuzione

### Versione italiana
La direzione del doppiaggio italiano è a cura di Sandro Acerbo, su dialoghi di Francesco Vairano, per conto della SEFIT-CDC.